# Lokomotiva řady Vd StEG
Tendrové posunovací lokomotivy řady Vd vyráběla pro soukromou Společnost státní dráhy (StEG) v letech 1880 až 1891 její lokomotivka v počtu 13 kusů. Po postátnění Společnosti bylo 9 strojů, které připadly Maďarským královským drahám, označeno řadou TⅣ a později 450 MÁV. Zbylé stroje u c.k. Rakouských státních drah dostaly řadu 378. Po roce 1918 připadly rakouské stroje ČSD, které jim přidělily řadové označení 403.3. Z provozu byly vyřazeny do roku 1939.

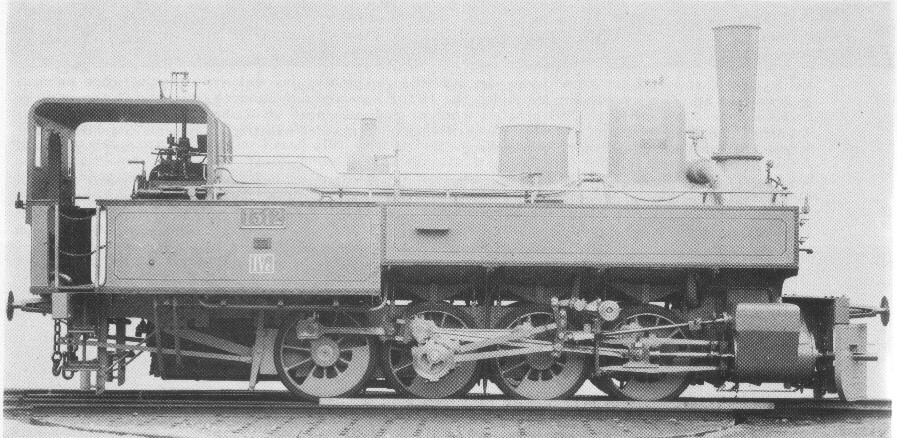
Lokomotiva Vd 1312 StEG (2184/91), později jako 450.008 MÁV, dojezdila před rokem 1933 v Jugoslávii

## Vznik a výroba
Pro posílení posunu ve svých nejvýznamnějších stanicích a na vlečkách do nich napojených si StEG proti běžné praxi využívat k tomu staré traťové lokomotivy opatřovala lokomotivy nové, pro tento účel přímo konstruované. Postupně je mezi roky 1880 a 1891 dodávala vlastní vídeňská továrna společnosti v počtu 12 kusů. Jednu další lokomotivu vyrobila roku 1886 lokomotivka MÁV.

## Technické provedení
Lokomotivy už svou siluetou, zejména tvarem budky, prozrazovaly vliv francouzského ředitele severní větve Společnosti E. Polonceaua na jejich konstrukci. Uspořádáním to byly tendrovky, se dvěma vodními vanami po stranách kotle, třetí vodojem byl uložen pod nim, mezi rámem. Uhlák byl vlevo před budkou, za zkrácenou levou vanou.

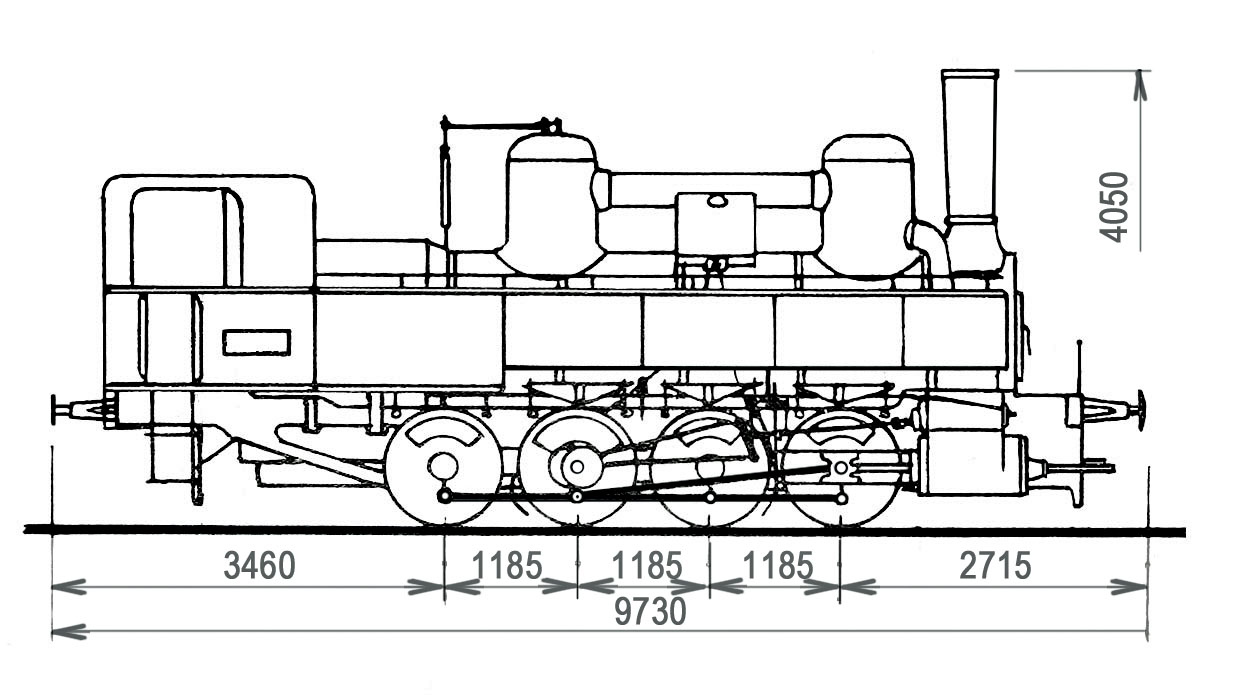
Typový náčrt lokomotivy 403.3 ČSD (Vd StEG)

Rám čtyřspřežní lokomotivy byl vnitřní s postranicemi s plechů s výřezy, nápravy vedené v rozsochách byly ve svislém směru odpruženy listovými pružnicemi. První a poslední dvojkolí byla příčně posuvná o ± 8 mm, pevný rozvor tak byl jen 1185 mm. Válce dvojčitého parního stroje na mokrou páru i Stephensonův rozvod ovládající plochá šoupátka byly vně rámu. I přívodní trubky páry byly vnější. Kotel soustavy Becker s pracovním tlakem 9 atmosfér měl původně jeden nižší parní dóm; vzhledem k problémům se strháváním vody do válců byl později parní prostor zvětšován dosazením dvojice vysokých dómů spojených trubkou. K napájení kotle vodou sloužily dva injektory, vpravo sací, vlevo nesací. Topeniště bylo měděné, žárnice z mosazi. Tepelnou izolaci tvořily plstěné houně, vně kryté plechy. Armatura kotle zahrnovala dva pérové pojistné ventily na dómu a pod kuželovým krytem před budkou, dále dále manometr, vodoznak a zkoušecí kohouty, a parní píšťalu. Mazání zprvu zajišťovaly mazničky na rostlinný olej. Výfuková dyšna s regulovatelným tahem byla Haswellovy konstrukce. Původní rovný plechový Prüssmannův komín byl později pro snížení úletu jisker nahrazován baňatým. Brzda byla parní protitlaková a ruční, působící na jedno dvojkolí. Písečník umístěný za parním dómem pískoval před první dvojkolí, jednostranně jen pro jízdu vpřed. Budka měla charakteristický oblý tvar.

## Provoz
První čtyři lokomotivy Vd vyrobené v letech 1880–81 byly původně dodány na trakčně náročnou montánní dráhu Oravica-Anina, další StEG nasazovala na těžší posun ve stanicích po celé své síti.. Na svou dobu to byly stroje mohutné a poměrně těžké, hmotnost na nápravu dosahovala téměř 13 tun. K tomu disponovaly výkonem asi 500 koní, svými adhezními vlastnostmi tak pro tuto službu dobře vyhovovaly.
Se zestátněním uherské části tratí StEG (ÁVT) přešlo roku 1891 k MÁV i 9 strojů; tratě Společnosti v předlitavské části monarchie byly zestátněny spolu se čtyřmi zbývajícími lokomotivami Vd v roce 1909. Uherské lokomotivy po rozpadu Rakousko-Uherska v roce 1918 vesměs skončily u rumunských a pozdějších jugoslávských drah, rakouské připadly ČSD. Ty je označily řadou 403.3 a přidělily výtopně Praha-Bubny, k obsluze tamních četných vleček a na přetahy mezi stanicemi. V souvislosti s elektrizací pražského uzlu byly v létě 1929 všechny čtyři stroje převedeny do působnosti ŘSD Hradec Králové, kde i byly o 10 let později zrušeny.
Řada 403.3 byla nepočetná a v době převzetí zastaralá, přesto lokomotivy v provozu u ČSD vydržely až do roku 1939.

## Zachované lokomotivy
Lokomotivu 403.303 odprodaly již BMB-ČMD roku 1940 z Hradce do cukrovaru v Kostelci nad Labem, kde byla vybavena tlakovou brzdou a posunovala na tamní vlečce až do roku 1965. Poté byla umístěna na pomník u LD Nymburk. Jako památku jí získalo do péče Vlastivědné muzeum Nymburk a v 90. letech ji dlouhodobě zapůjčilo k vystavení do Železničního muzea v Jaroměři.